# Berriz-Olakueta
Berriz-Olakueta es una entidad de población española del municipio de Bérriz, perteneciente a la provincia de Vizcaya, en la comunidad autónoma del País Vasco. En 2022, la entidad singular de población tenía empadronados 3751 habitantes y el núcleo de población, los mismos.